# Marc Emili Escaure (cònsol)
Marc Emili Escaure (en llatí Marcus Aemilius Scaurus) va ser un magistrat romà, el primer d'importància dins la família dels Emili Escaure. Va néixer l'any 163 aC i encara que d'origen patrici, els seus pares s'havien empobrit i li van deixar poc patrimoni.
Va estudiar oratòria i va servir a l'exèrcit on va obtenir alguna distinció. La seva primera campanya la va realitzar a Hispània, segurament a la Guerra de Numància. Després va servir amb el cònsol Luci Aureli Orestes a Sardenya l'any 126 aC. El 123 aC va ser edil curul però per la seva limitada riquesa no va poder fer uns bons jocs que haurien aconseguit que fos popular.
Tot i així era considerat influent en el cercles de poder i consta que era un personatge destacat quan Adhèrbal va anar a Roma l'any 117 aC per demanar ajut contra Jugurta. Va ser un dels pocs que no va acceptar els suborns del rei de Numídia.
L'any 116 aC va ser candidat a cònsol, però no el van elegir. A l'any següent es presentà altra vegada com a candidat i va ser elegit pel 115 aC amb Marc Cecili Metel com a col·lega. En el seu consolat es va aprovar una llei sumptuària i una altra sobre el vot dels lliberts als comicis. També va fer la guerra contra algunes tribus alpines que li van valer els honors del triomf. Aureli Víctor diu que va derrotar lígurs i gantiscs, i els Fasti el fan triomfador sobre gals i carns.
L'any 112 aC va ser enviat com a ambaixador a l'Àfrica. Jugurta, havia arrabassat a Adhèrbal la part del regne de Numídia que l'hi havien assignat els romans i estava assetjat a Cirta. Jugurta respectava a Escaure però no va aixecar el setge i quan va conquerir la ciutat a final d'any va matar Adhèrbal. A causa d'això Roma va declarar la guerra a Jugurta, i se'n va encarregar la direcció a Luci Calpurni Bèstia (cònsol el 111 aC). Bèstia va nomenar Escaure com a llegat. Subornats el dos militars per Jugurta van concedir al rei favorables termes de pau. Això va provocar gran indignació a Roma i el senat va aprovar la rogatio del tribú Gai Mamili Limetà (110 aC) que creava una comissió d'investigació per investigar qui havia rebut suborns. Escaure era culpable però per la seva influència va ser nomenat un dels tres qüestors de l'estat encarregats del càstig i encara que ell mateix va quedar en seguretat, no va poder salvar els seus còmplices, incloent-hi Bèstia.
L'any 109 aC va ser censor amb Marc Livi Emilià Drus, i en el seu període va restaurar el pont Milvi, i va construir una part de la via Emília coneguda com la Via Emília Escàuria, (entre Pisae i Luna i Dertona). En morir el seu col·lega, segons el costum havia de dimitir però no ho va fer fins que en va ser obligat pels tribuns sota amenaça d'empresonament.
L'any 107 aC va ser elegit cònsol per segona vegada al lloc de Luci Cassi Longí, caigut en combat contra els tigurins. El candidat derrotat, Publi Rutili Ruf, el va acusar de suborn als comicis però va ser absolt i llavors va acusar Rutili del mateix delicte.
El 104 aC, el senat li va encarregar que proveís Roma de gra, cosa que va molestar al prefecte d'Òstia Appuleu Saturní, que volia ser nomenat ell mateix per aquest càrrec. Hi va haver una gran hostilitat entre els dos homes durant quatre anys. Va ser acusat algunes vegades però sempre absolt. L'any 104 aC es va oposar a l'elecció de Gneu Domici Aenobarb pel col·legi d'àugurs i Aenobarb el va acusar de majestas. Va ser absolt pel vot de 33 de les 35 tribus.
L'any 91 aC va ser acusat de repetundae per Quint Servili Cepió per apropiar-se de diners públics durant una ambaixada a Àsia, i va respondre amb una contraacusació a Cepió. Aquest en revenja va induir el tribú Quint Vari Hibrida a acusar Escaure (el 90 aC) d'incitar els aliats italians a la revolta, però el seu suport popular era molt alt i finalment el tribú va retirar l'acusació.
Tenia 72 anys i va morir poc després, ja que el 88 aC la seva vídua Cecília Metel·la es va casar amb Luci Corneli Sul·la.
Amb la seva dona Cecília va tenir dos fills: el gran es deia Marc Emili Escaure i el nom del segon no es coneix i s'identifica només com Emili Escaure; també va tenir una filla de nom Emília Escaura, casada amb Mani Acili Glabrió III i després amb Gneu Pompeu Magne.
Escaure va escriure una obra autobiogràfica en tres llibres.